# فريتز هوبر (مصارع رياضي)
فريتز هوبر (بالألمانية: Fritz Huber)‏ هو مصارع رياضي ألماني، ولد في 6 أبريل 1949 في  في ألمانيا.

## وصلات خارجية
- فريتز هوبر على موقع قاعدة بيانات المصارعة الدولية (الإنجليزية)
- فريتز هوبر على موقع أوليمبيديا (الإنجليزية)